# ТМ-2-12
ТМ-2-12 (от транспортер морской типа 2 калибра 12 дюймов) — сверхтяжёлая железнодорожная артиллерийская система производства СССР.

## История создания
В 1920—1930 годах Советский Союз испытывал большие трудности с военно-морским флотом (РККФ), поэтому основное внимание уделял созданию береговой обороны для охраны протяженной береговой линии, в том числе и орудиям, базирующимся на железнодорожных платформах. Для реализации проектов создания крупнокалиберной артиллерии на железнодорожных платформах, в 1932 году при Ленинградском металлическом заводе было создано специальное конструкторское бюро (ОКБ-3) во главе А. Г. Дукельским, которому было поручено создание проекта 356-мм железнодорожных транспортеров, впоследствии получивших индекс ТМ-1-14.
Успешное завершение проекта транспортера ТМ-1-14 позволило коллективу ЦКБС-3 продолжать работу в этом направлении. Теперь настала очередь 305-мм пушек, изготовленных в свое время заводом Виккерс. Эти пушки предназначались в запас для линкоров «Андрей Первозванный», «Император Павел I», «Иоанн Златоуст» и «Святой Евстафий», имевших однотипные башенные установки главного калибра.
В связи с тем, что Металлический завод был загружен изготовлением транспортеров ТМ-1-14, транспортеры ТМ-2-12 поручили Николаевским государственным заводам им. А. Марти (НГЗ). Сборка транспортеров ТМ-2-12 (а затем и ТМ-3-12) осуществлялась на территории завода «Наваль», где в 20-е годы ремонтировались бронепоезда «Борец за свободу», «Грозный» и др.
В июне 1932 года на НГЗ уже начали поступать первые чертежи, однако изготовление узлов первого транспортера ТМ-2-12 началось лишь в конце 1932 года. НГЗ находился в более тяжёлом положении, чем Металлический завод, так как все узлы и детали НГЗ изготавливал сам (за исключением подъемных секторов, которые выполнил завод «Большевик»). Это потребовало от завода больших затрат времени и средств на подготовку производства. Кроме пушек при изготовлении установок были использованы шесть станков для них, демонтированных при разборке линкоров "Иоанн Златоуст" и "Святой Евстафий".  ЦКБС-3 держало на НГЗ своих представителей, и в результате всю партию удалось собрать к концу 1933 года. Уже 5 января 1934 года одна из установок прибыла в Ленинград на Морской полигон.
Всего НМЗ изготовил шесть установок ТМ-2-12.

## История службы
Из транспортёров ТМ-2-12 сформировали 7-ю и 8-ю железнодорожные батареи, которые после испытаний вслед за 6-й батареей отправили на Дальний Восток.
В течение всей Второй мировой войны установки ТМ-2-12 оставались на Дальнем Востоке, оказывая сдерживающее действие на японских генералов.

## Конструкция
По конструкции ТМ-2-12 во многом повторяла установку ТМ-1-14. Ее основу составляла главная балка, спроектированная с учётом обеспечения возможности стрельбы и тех же бетонных оснований, которые строились для установок ТМ-1-14. Это повлекло за собой некоторое увеличение массы и размеров балки по сравнению с рассчитанными для 12-дюймового орудия, но позволило более гибко использовать установки обоих типов. Особенностью транспортёров было наличие на них небольших двигателей, позволявших при необходимости двигаться и «самоходом» со скоростью 2,0—2,5 км/час.